# 土岐頼寛
土岐 頼寛（とき よりひろ）は、上野国沼田藩の第4代藩主。沼田藩土岐家7代。

## 生涯
宝暦14年（1764年）5月21日、第3代藩主・土岐定経の次男として江戸で生まれる。明和7年（1770年）に世子に指名された。天明2年（1782年）8月20日、父が死去したために跡を継いだが、同年11月19日に19歳で江戸にて死去した。跡を弟の定吉が継いだ。

## 系譜
父母
- 土岐定経（父）

養子
- 土岐定吉 - 定経の三男